# Unione dei comuni dell'Alto Appennino Reggiano
L'Unione dei comuni dell'Alto Appennino Reggiano è stata un'unione di comuni costituita nel 1999 da quattro comuni italiani della Provincia di Reggio Emilia.
Fecero parte dell'Unione i comuni di Busana, Collagna, Ligonchio e Ramiseto, raggiungendo così un'estensione di 256 km² ed una popolazione di circa 4.562 abitanti.
Il 1º gennaio 2016, l'unione ha cessato di esistere a seguito della fusione dei quattro enti nell'unico comune di Ventasso.

## Scopo
Obiettivi dell'Unione furono l'integrazione tra i comuni al fine di gestire le funzioni e i servizi ai cittadini nell'intero territorio e lo sviluppo economico, sociale e culturale delle varie comunità che la costituirono.